# Anian I.
Anian I. (auch Anian oder Einion ap Maredudd; † vor 29. September 1266) war ein walisischer Geistlicher. Von etwa 1247 bis zu seinem Tod war er Bischof von St. Asaph.

## Wahl zum Bischof
Anian war ein Waliser und wurde Einion ap Maredudd genannt, als er nach 1247 zum Bischof der Diözese St Asaph gewählt wurde. Nach dem Englisch-Walisischen Krieg von 1244 bis 1247 waren auch weite Teile des Gebiets der Diözese unter englische Herrschaft geraten. Am 15. September 1249 erkannten Anian und das Kathedralkapitel von St Asaph offiziell an, dass in der Diözese St Asaph wie in den englischen Diözesen ohne die Erlaubnis des englischen Königs kein neuer Bischof gewählt werden durfte. Dazu musste die Wahl vom englischen König bestätigt werden. Vor dem 27. September 1247 hatte Anian dem König Heinrich III. gehuldigt und von ihm die Temporalien der Diözese erhalten. Vor Ende November 1247 wurde er vermutlich in Leominster von den Bischöfen Walter de Cantilupe von Worcester, Richard von Bangor und Richard of Meath zum Bischof geweiht.

## Tätigkeit als Bischof
Am 10. Juli 1250 gewährte Anian für Pilger, die den von ihm geweihten Altar der Kapelle von Bruera besuchten, einen Ablass. Als es 1256 erneut zum Englisch-Walisischen Krieg kam, geriet Anian in eine schwierige Situation. Unter der Bedingung, dass er ihm treu bliebe, stellte ihn der englische König am 30. Dezember unter seinen Schutz. 1258 und 1260 rief Anian zum Frieden auf. 1261 diente er als Vorsitzender einer Kommission, die im Streit zwischen Bischof Richard von Bangor und Llywelyn ap Gruffydd, Fürst von Gwynedd vermitteln sollte. In der Folge schien er die Vorherrschaft von Fürst Llywelyn akzeptiert zu haben. 1263 übergab er die Hälfte der Einkünfte der Kirche von Llanllwchaearn in Cedewain den Nonnen von Llanllugan Abbey und 1265 die Kirche von Berriw dem Kloster Strata Marcella.